# Pulapromet
Pulapromet je istrsko podjetje za prevoz potnikov, ki izvaja javni mestni in primestni promet v Pulju in okolici. Sedež podjetja je na ulici Starih statuta 1a, Pulj. Pod sedanjim imenom podjetje posluje od leta 1996, ko so ga ustanovili mesti Pulj in Vodnjan ter občine Barban, Ližnjan, Marčana, Medulin, Svetvinčenat.
Leta 2008 je bilo v podjetju zaposlenih 128 delavcev, 37 avtobusov v mestnem in primestnem prometu je opravilo 2.146.544 km in prepeljalo 3.795.329 potnikov. Povprečna starost voznega parka znaša približno pet let.

## Seznam avtobusnih linij

### Mestni promet[2]
| št. | št. | relacija                                                                                  | režim obratovanja |
| --- | --- | ----------------------------------------------------------------------------------------- | ----------------- |
| 1   | 1   | Avtobusni kolodvor (peron 8) – Šijana – Stoja                                             | V                 |
| 2   | a   | Avtobusni kolodvor (peron 9) > Giardini > Veruda > Verudela > Vidikovac > Šijana (Valica) | V                 |
| 2   | c   | Verudela > Vidikovac > Šijana (Valica)                                                    | D, S              |
| 3a  | 3a  | Šijana (Valica) > Vidikovac > Verudela > Veruda > Giardini > Avtobusni kolodvor           | V                 |
| 4   |     | Veli vrh – Valkane                                                                        | D, S              |
| 4   | a   | Veli vrh – pokopališče – Valkane                                                          | D, S              |
| 5   | 5   | Giardini – Štinjan – Puntižela                                                            | V                 |
| 6   |     | Jadreški – Kaštanjel – Valkane                                                            | D, S              |
| 6   | a   | Jadreški > Avtobusni kolodvor                                                             | D                 |
| 8   |     | Avtobusni kolodvor (peron 14) – Monte Manjo – Valdebek                                    | D, S              |
| 8   | a   | Avtobusni kolodvor (peron 14) > OŠ Vidikovac > Monte Manjo > Valdebek                     | D                 |
| 8   | b   | Valdebek > Monte Manjo > OŠ Vidikovac > Avtobusni kolodvor (peron 14)                     | D                 |
| 9   | 9   | Avtobusni kolodvor (peron 15) – Monte Šerpo                                               | D                 |

### Primestni promet[3]
| št.                        | relacija                                                   | režim obratovanja                                  |
| -------------------------- | ---------------------------------------------------------- | -------------------------------------------------- |
| 21 21a 21b 21c 21d 21g 21h | Pulj – Valica – Fažana – Peroj – Betiga – Barbariga        | D, poleti ne obratuje V D, S D, poleti ne obratuje |
| 22 22c 22o                 | Pulj – Tal. šola – Galižana – Vodnjan – Gajana             | D, S D, poleti ne obratuje                         |
| 23 23a                     | Pulj – Muntić – Valtura                                    | D, poleti ne obratuje D, S                         |
| 25a 25l                    | Pulj – Ližnjan – Medulin Ližnjan > Pulj                    | V D, poleti ne obratuje                            |
| 26c                        | Pulj – OŠ Vidikovac – Pomer – Banjole – Premantura         | D, poleti nadomeščena z linijo 28b in 28c          |
| 27a                        | Pulj – Pj. uvala – Vintijan – Vinkuran                     | D, poleti nadomeščena z linijo 28b in 28c          |
| 28 28a 28b 28c             | Pulj – Pj. uvala – Vinkuran – Banjole – Pomer – Premantura | V, poleti ne obratuje V, obratuje poleti           |

Legenda:
- V - vozi vsak dan
- D - vozi ob delavnikih (od ponedeljka do petka)
- S - vozi ob sobotah

## Kratka zgodovina
Puljski javni prevoz se je uradno pričel 24. marca 1904, ko je po mestnih ulicah tedaj največje avstoogrske pomorske baze zapeljal tramvaj. V prvih štirih mesecih obratovanja je bilo prepeljanih kar 410.000 potnikov. Tramvaj je bil nato v obratovanju trideset let, po letu 1934 so ga v celoti zamenjali avtobusi. Po drugi svetovni vojni so avtobusne linije razširili tudi v puljska predmestja in bližnje kraje. V tem času je podjetje večkrat spremenilo tudi ime. Podjetje se je vmes znašlo v težavah, saj je naraščalo število potnikov, primanjkovalo pa je novih avtobusov. Vozni park so sestavljali stari avtobusi, kupljeni od drugih prevozniških podjetij. Zaradi dobrega poslovanja so kmalu uspeli kupiti avtobuse znamke Man. Tako so leta 1971 na vseh linijah prepeljali kar 7,2 milijonov potnikov, kar je številka, ki je do danes ostala nedosežena. Leta 1996 je bila zgrajena nova avtobusna postaja za avtobuse primestnega prometa, leta 2003 pa so posodobili sistem plačevanja voznine. Podjetje postopno kupuje nove avtobuse in prilagaja trase linij in vozne rede uporabnikom.

## Vozni park
V voznem parku je trenutno 37 avtobusov:
- 2× Mercedes Benz O405 (193, 196)
- 4× Mercedes Benz O405N2 (183 - 186)
- 6× MAN SL 223 (198 - 203)
- 9× Irisbus IVECO Europolis (206 - 214)
- 13× Irisbus IVECO Citelis (215 - 227)